# Trona (comté d'Inyo, Californie)
Pour les articles homonymes, voir Trona (homonymie).
Trona est une census-designated place, que l'on peut traduire par « endroit désigné du recensement », située dans le comté d'Inyo en Californie aux États-Unis. Lors du recensement de 2010, elle avait une population de 18 habitants.

## Démographie
| 2010 | - | - | - | - | - |
| ---- | - | - | - | - | - |
| 18   | - | - | - | - | - |

## Annexe